# Pseudothelepus nyanganus
Pseudothelepus nyanganus är en ringmaskart som beskrevs av Augener 1918. Pseudothelepus nyanganus ingår i släktet Pseudothelepus och familjen Terebellidae. Inga underarter finns listade i Catalogue of Life.